# William Bourne
Pour les articles homonymes, voir Bourne.
Guillaume Bourne (vers 1535–1582) était un mathématicien et écrivain anglais, également tenancier d'auberge et ancien canonnier de la Royal Navy, qui fit les plans d'un sous-marin et publia d'importants manuels de navigation. On l'appelle également souvent William Bourne of Gravesend.
En 1574, il produisit une version très populaire du traité de navigation de Martín Cortés de Albacar, Arte de Navegar, intitulé A Regiment for the Sea. Bourne améliora l'original et produisit un manuel plus pratique pour les marins. Il décrivit la façon d'observer le soleil et les étoiles au moyen d'un cross-staff (ancien instrument de navigation) et comment se repérer en navigation côtière en relevant les amers et en utilisant la triangulation.